# Județul Prahova (antebelic)
Județul Prahova a fost o unitate administrativă de ordinul întâi din Vechiul Regat al României (existent în perioada antebelică). Județul se afla în regiunea istorică Muntenia, iar reședința era orașul Ploiești.

## Așezare și limite

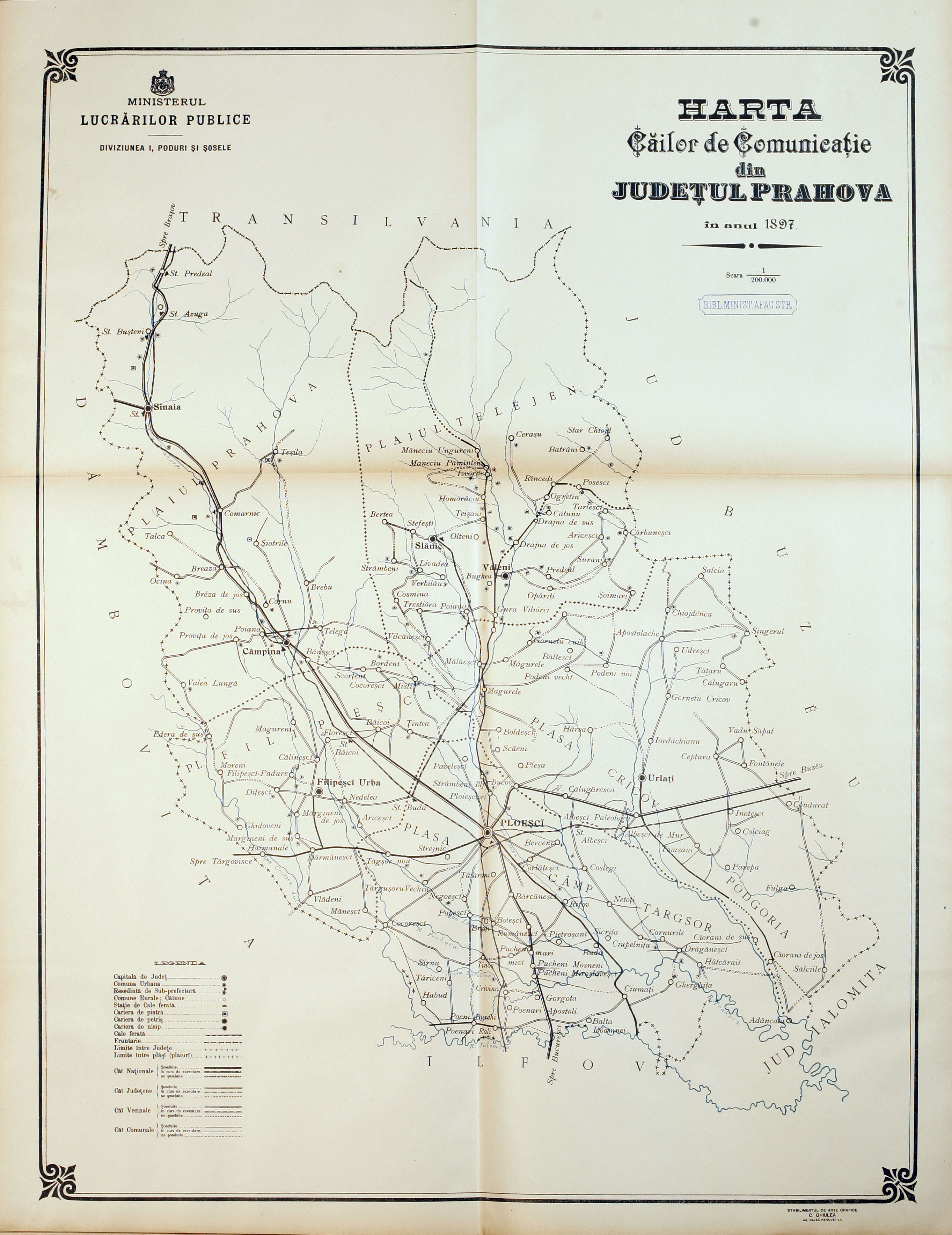
Harta județului Prahova în Atlasul Căilor de Comunicații din 1897

Județul Prahova era un județ de frontieră. Se învecina cu Transilvania (ce făcea parte atunci din Austro-Ungaria) și cu județele românești Dâmbovița, Ilfov, Ialomița și Buzău.

## Istoric
În anul 1864, domnitorul Alexandru Ioan Cuza dă prima lege de organizare administrativ-teritorială modernă a teritoriului României. Legea prevedea împărțirea țării în 33 de județe, având ca subdiviziuni plășile și comunele (urbane și rurale). Județele și comunele erau investite cu personalitate juridică și cu organe deliberative și executive: consiliul județean și prefectul (acesta din urmă ca reprezentant al guvernului în teritoriu), respectiv consiliul comunal
și primarul (în calitate de reprezentant al guvernului în teritoriu). Plășile erau simple subdiviziuni ale județelor, fără personalitate juridică, conduse de subprefecți, cu atribuții de supraveghere și control asupra autorităților comunale.
Județul antebelic Prahova era împărțit în 5 plăși: Cîmpul-Tîrgșor, Filipești, Prahova, Teleajenul și Podgoria. 
Județul Prahova era unul bogat în resurse de subsol: sare gemă, lignit, petrol, ozocherită, chihlimbar și sulf. La Pucheni, ca și în alte locuri din țară, s-au găsit silexuri cioplite, silexuri lustruite, cuțite sau răzuitoare și alte obiecte de piatră și de os, folosite de omul din perioada cuaternară. Din faptul că la Băicoi (plasa Filipești) există fântâni arzătoare numite de locuitori fierbători, clocotișuri și focuri nestinse, reiese că în acestă zonă se găsesc în subsol substanțe combustibile precum: huilă, lignit și petrol, din care prin distilare naturală se degajă hidrogenul protocarbonat, care iese în unele perioade ale anului cu apă, producând în momentul ieșirii la suprafață un fel de fierbere sau clocotire. 
Mare parte din teritoriul județului era acoperit de păduri. De asemenea se practica viticultura, speciile de struguri cultivate fiind: tămâioasă, timpurie, gordin, bășicată, drăguiască, coarnă, tigvoasă, seină, coarnă neagră, negru vârtos și negru moale. Județul Prahova era unul dintre cele mai bogate județe ale țării din punct de vedere al apelor minerale. Numai plășile Cricovul, Peleșul, Prahova și Teleajenul numărau peste 50 de surse de ape minerale. Comunele Apostolache, Gornetul-Cuib, Păcureți, Tătarul, Udești, Brebul, Breaza de Jos, Tîrsa, Cornul, Poiana, Prahovița de Jos, Adunați, Ocina, Telega, Predealul, Sinaia, Cîmpina, Slănicul, Vîlcănești și altele posedau bogate izvoare de apă minerală conținând: pucioasă, fier, păcură, sare și iod.
Industria în județul Prahova luase un puternic avânt în jurul anului 1900, existând fabrici de postav, sticlărie, cașcaval, salam, ciment, var negru, var hidraulic, cherestea, bețe de chibrituri, cuie și sârmă. Mare parte din locuitorii județului se ocupau cu industria lemnelor de construcție, a șindrilei, scândurilor, donițelor, doagelor, rogojinilor, frângiilor de cânepă, olăriei. Locuitorii din plășile Tîrgșor, Crivina, Cîmpul, Cricovul, Podgoria și Filipești se ocupau, în deosebi, cu agricultura, viticultura, grădinaria, rotăria, fabricarea de căruțe, vase de pământ, de var, cărămidă, frânghelărie, fabricarea rachiului, transportul lemnelor, țuicii, păcurii, fabricarea de traiste din păr de cal și plocadelor de lână, lingurilor, copăilor și fuselor. Cei din nordul județului, se ocupau cu dulgheria, creșterea vitelor, negoțul de lemnărie, fabricarea de brânzeturi, de rachiu de cea mai bună calitate și de transportarea sării.

## Marca
Marca (stema) județului era reprezentă de un țap și o coardă de viță. Țapul simboliza că în munții acestui județ se găsea, în trecut, mult vânat sălbatic, iar coarda de viță, care înainte de desființarea județului Saac (Săcueni) era marca (stema) acestui județ, simboliza că în acest județ se producea vin mult și de bună calitate.